# Societat Coral La Glòria
La Societat Coral La Glòria és una construcció modernista de Sentmenat (Vallès Occidental) inclosa a l'Inventari del Patrimoni Arquitectònic de Catalunya.

## Descripció
Situat al Passeig d'Anselm Clavé, davant de la plaça de la Vila, és un edifici de planta rectangular que consta únicament de planta baixa. Té la teulada a dues vessants, amb el carener paral·lel a la línia de façana. Les obertures de la façana d'accés són d'arc ogival (una porta centrada i dues finestres als costats).
El coronament de la façana és amb cornisa sostinguda per mènsules i barana superior a banda i banda d'un cos sinuós, on apareix el nom de la coral i la data del 1908. El conjunt es completa amb florons decoratius.

## Història
L'edifici va ser bastit l'any 1908 com a seu de la societat coral obrera "La Glòria Sentmenatenca", fundada l'any 1895.